# Абрамовка (Смоленская область)
Абра́мовка — бывшая деревня в Хиславичском районе Смоленской области России.
Располагалась в 4 верстах к югу от современной деревни Черепово, в 1 версте к северу от деревни Красное. В 7 км к юго-западу расположен посёлок Хиславичи.

## История
Деревня Абрамовка ещё не упоминается в Списке населённых мест Смоленской губернии от 1859 года. Также её нет на карте 1871 года.
Но она уже есть на карте РККА 1924, 1926 годов. Там подписано, что в деревне 6 дворов.
В 1978 году входила в состав Череповского сельсовета Хиславичского района.
На топографической карте 2010 года на месте деревни Абрамовки обозначено только урочище Абрамовка.